# Municipio de Hahnaman
El municipio de Hahnaman (en inglés: Hahnaman Township) es un municipio ubicado en el condado de Whiteside en el estado estadounidense de Illinois. En el año 2010 tenía una población de 399 habitantes y una densidad poblacional de 4,31 personas por km².

## Geografía
El municipio de Hahnaman se encuentra ubicado en las coordenadas 41°37′41″N 89°41′23″O / 41.62806, -89.68972. Según la Oficina del Censo de los Estados Unidos, el municipio tiene una superficie total de 92.59 km², de la cual 92.59 km² corresponden a tierra firme y (0%) 0 km² es agua.

## Demografía
Según el censo de 2010, había 399 personas residiendo en el municipio de Hahnaman. La densidad de población era de 4,31 hab./km². De los 399 habitantes, el municipio de Hahnaman estaba compuesto por el 93.73% blancos, el 0.5% eran afroamericanos, el 0.25% eran amerindios, el 0.25% eran asiáticos, el 0.25% eran isleños del Pacífico, el 2.76% eran de otras razas y el 2.26% pertenecían a dos o más razas. Del total de la población el 4.76% eran hispanos o latinos de cualquier raza.